# Ambasadorowie Chin w Timorze Wschodnim
Artykuł zawiera listę przedstawicieli Chińskiej Republiki Ludowej w Timorze Wschodnim.

Chińska Republika Ludowa utrzymuje oficjalne stosunki z Demokratyczną Republiką Timoru Wschodniego od chwili uzyskania przez to państwo niepodległości w 2002 roku. Ambasada chińska znajduje się w Dili. Jej szef jest najwyższym przedstawicielem władz chińskich w tym państwie jako ambasador nadzwyczajny i pełnomocny. Od czerwca 2018 roku funkcję tę pełni Liu Hongyang.

## Ambasadorowie Chińskiej Republiki Ludowej w Demokratycznej Republice Timoru Wschodniego
| Przedstawiciel (pinyin) | Przedstawiciel (hanzi) | Od            | Do            | Dodatkowe informacje |
| ----------------------- | ---------------------- | ------------- | ------------- | -------------------- |
| Shao Guanfu             | 邵关福                 | sierpień 2002 | sierpień 2004 |                      |
| Chen Duqing             | 陈笃庆                 | wrzesień 2004 | marzec 2006   |                      |
| Su Jian                 | 苏健                   | marzec 2006   | maj 2009      |                      |
| Fu Yuancong             | 傅元聪                 | maj 2009      | grudzień 2011 |                      |
| Tian Guangfeng          | 田广凤                 | styczeń 2012  | maj 2018      |                      |
| Liu Hongyang            | 劉洪洋                 | czerwiec 2018 | pełni funkcję |                      |